# Chrístos Zóis
 (mai 2019).
Chrístos Zóis (en grec moderne : Χρήστος Ζώης), né le 10 mai 1968 à Düsseldorf en Allemagne, est un homme politique grec. 
Membre du parti Nouvelle Démocratie (ND) jusqu'en 2012, puis des Grecs indépendants (ANEL), il est ministre adjoint de l'Intérieur du Gouvernement Kóstas Karamanlís II du 22 septembre 2007 au 6 octobre 2009.

## Biographie
Né en Allemagne, à Düsseldorf, il fait ses études de droit à l'Université Aristote de Thessalonique mais aussi à celle de Toulouse où il obtient son DEA.
En 1983, il adhère à l'Οργάνωση Νέων Νέας Δημοκρατίας, l'organisation des jeunes de la ND.
Il est élu au Parlement grec en 2000 pour Larissa. En 2002, il est secrétaire de la Présidence du Parlement.
Il est ministre adjoint de l'Intérieur du Gouvernement Kóstas Karamanlís II du 22 septembre 2007 au 6 octobre 2009.
Il rejoint le parti souverainiste et sécessionniste de Nouvelle Démocratie des Grecs indépendants en mars 2012.